# ميدترة غاولدال
ميدترة غاولدال، باللغة النروجية Midtre Gauldal، هي بلدية في مقاطعة سور تروندلاغ وتنتمى لإقليم غاولدالن. المقر الإداري للبلدية هو قرية ستورتن، كما تضم قرى أخرى: سينغساس، سوكندال، إنودن وروغنس.

## معلومات عامة
تم تأسيس بلدية ميدترة غاولدال في 1 يناير/كانون الثاني 1964 وهذا نتيجة لجمع كل من بلديات بودال، سينغساس، سوكندال وستورن في بلدية واحدة كبيرة أطلق عليها اسم ميدترة غاولدال.

### التسمية
تم ابتكار اسم ميدترة غاولدال في عام 1964. الجزء الأول ميدترة يعني باللغة النرويجية «الأوسط» أو «المتوسط»، أما الجزء الأخير غاولدال فهو اسم الوادي الذي ينبع منه نهر غاولا، وبالتي يكون اسم البلدية يعني «الجزء الأوسط من غاولدالن».

### شعار النبالة
شعار النبالة اعتمد حديثا في 17 ديسمبر/كانون الأول 1982، وهو يصور حرف Y يحمل صلبانا فضية مع خلفية خضراء. حرف Y الذي يحمل صلبانا يرمز لعدة معاني: الأول هو التقاء واديي غاولدال وسكوندال في قرية ستورن، الثاني هو أنه يوجد بالبلدية العديد من الطرق والسكك الحديدية على شكل حرف Y، والثالث هو أن كنيسة بودال، التي يعود تاريخ بنائها إلى عام 1745 هي واحدة من قلائل الكنائس المبنية على شكل حرف Y في البلاد.

### الكنائس
تمتلك كنيسة النرويج أربع أبشريات في بلدية ميدترة غاولدال، وهي تابعة لعمادة غاولدال وأسقفية نيداروس.
| الأسقفية | اسم الكنيسة   | تاريخ البناء | موقع الكنيسة |
| -------- | ------------- | ------------ | ------------ |
| بودال    | بودال كيركا   | 1754         | بودال        |
| سينغساس  | سينغساس كيركا | 1884         | سينغساس      |
| سوكندال  | سوكندال كيركا | 1933         | سوكندال      |
| ستورن    | ستورن كيركا   | 1817         | ستورن        |

## الجغرافيا
تمتلك ميدترة غاولدال حدودا مع كل ميلدال ورينبو غربا، ميلهاوس وسيلبو شمالا، هولتالين شرقا، وأوس وتينست (الواقعتان في مقاطعة هيدمارك) جنوبا.
تقع في البلدية بحيرة سامسيوان جنوبا، وكذلك نهر غاولا.
جبال فورولهوغنا تقع على الحدود الجنوبية للبلدية داخل الحظيرة الوطنية لفورولهوغنا.

## النقل
يمر بالبلدية الطريق الأوروربي السريع E6، وكذلك خطي سكة الحديد: دوفربانن وروروسبانن. من محطات سكك الحديد الموجودة في البلدية: ستورن وسنغساس وغيرها.

## روابط خارجية
- الموقع الرسمي للبلدية (باللغة النرويجية).
- الدليل السياحي لمقاطعة سور تروندلاغ على Wikivoyage.
- إحصاءات حول ميدترة غاولدال في موقع الإحصاءات النرويجي.